# Phantom Dust
Phantom Dust (ファントムダスト Fantomu Dasuto?) es un videojuego de acción y estrategia en tiempo real de 2004 desarrollado por Microsoft Game Studios Japan para la consola Xbox. El juego se lanzó en Japón el 23 de septiembre de 2004 y en Norteamérica el 15 de marzo de 2005, con licencia de lanzamiento en Norteamérica de Majesco Entertainment.
Phantom Dust es un juego de acción y estrategia con elementos de los juegos de cartas coleccionables digitales. El juego se desarrolla en una Tierra postapocalíptica y apocalíptica, y el personaje del jugador, cuyo nombre no se da a conocer, debe interactuar con los pocos puestos de avanzada humanos que quedan, todos los cuales han sufrido una forma de amnesia, para comprender qué le ha sucedido al planeta. A lo largo del juego, el jugador acepta misiones para recolectar artefactos del pasado que le ayuden a reconstruir el pasado, y donde se enfrentará en batallas con otros personajes no jugadores. El jugador recolecta numerosas habilidades al completar misiones, que se utilizan para ensamblar "arsenales" personalizados que lleva a las arenas de batalla contra los enemigos. El juego también incluye un modo multijugador, que permite a los jugadores competir entre sí usando sus arsenales.
Microsoft intentó utilizar Phantom Dust para atraer a un mercado más grande en Japón para la Xbox, y contrató a Yukio Futatsugi, director de Panzer Dragoon, para diseñar y producir el juego. Más tarde, se decidió localizarlo y lanzarlo para los mercados occidentales. Phantom Dust fue bien recibido en general, pero no fue un éxito comercial. El juego sigue siendo un éxito de culto, con Phil Spencer, presidente de Microsoft Studios, y Ken Lobb, el director creativo de Xbox Game Studios, siendo fuertes defensores del juego, creyendo que fue lanzado antes de su tiempo, mientras que Yukio Futatsugi declaró a Phantom Dust como su videojuego dirigido favorito de todos los tiempos.  En la E3 2014 se anunció un remake de Phantom Dust para Xbox One, que desarrollaría Darkside Game Studios. Sin embargo, debido a problemas económicos, Microsoft decidió cancelar el remake, lo que llevó al cierre de Darkside. En mayo de 2017 se lanzó una versión remasterizada del juego desarrollado por Code Mystics para Microsoft Windows y Xbox One.

## Jugabilidad
Phantom Dust es un videojuego que combina elementos de los shooters en tercera persona con los juegos de cartas coleccionables. Los jugadores toman el rol del protagonista sin nombre, un Esper que puede controlar el Dust que cubre la tierra para usarlo en combate. El juego se divide entre etapas de combate y jugabilidad no combativa que incluye interacciones con personajes no jugadores, revisión y optimización de las Habilidades en su Arsenal (el equivalente a las cartas en una baraja de cartas coleccionables) y obtención de misiones que conducen a situaciones de combate. El jugador puede tener la oportunidad de seleccionar un personaje no jugador para que lo ayude en el combate.
En el combate, el jugador, su aliado y sus oponentes usan varias habilidades, potenciadas por Aura, que se recolectan en el nivel a medida que avanza la partida para llevar la barra de salud de sus oponentes a cero. Las habilidades generalmente requieren 1 o más puntos de Aura para activarse. El jugador comienza con un Aura mínimo, pero puede aumentar su capacidad máxima recolectando y usando Partículas de Aura desde su punto de aparición. Cuando se usa una habilidad, el Aura se drena temporalmente del jugador, pero se recuperará lentamente hasta la capacidad máxima.
Las habilidades incluyen movimientos de ataque, movimientos defensivos, elementos restauradores y habilidades de mejora y desventajosa. Las habilidades en sí se dividen en 5 escuelas, que describen el tipo de daño o efecto que hacen o tienen y la cantidad de daño que infligen o contra el que protegen. Cada escuela tiene fortalezas y debilidades generales en comparación con otras escuelas. Las habilidades generalmente son de un solo uso; una vez que se usa la habilidad, se elimina de las habilidades cargadas del combatiente y se pierde por el resto de la partida. Sin embargo, algunas habilidades tienen dos o más usos y otras habilidades se pueden usar indefinidamente.
Si el jugador cae en combate, tendrá que volver a intentar la misión. Si sobrevive al combate, podrá ganar recompensas, como dinero del juego, que podrá utilizar para mejorar su arsenal. Un arsenal tiene un máximo de 30 habilidades y tendrá un límite en la cantidad de escuelas representadas por el arsenal; por ejemplo, un jugador comenzará el juego con un arsenal limitado a 2 escuelas, pero más adelante podrá obtener arsenales que puedan utilizar más escuelas.

### Multijugador
Phantom Dust admite el modo multijugador a través de pantalla dividida (en la misma consola), System Link o mediante Xbox Live, lo que permite que hasta 4 combatientes luchen con un Arsenal en función de su progreso dentro del juego.

## Trama
En un futuro lejano de la Tierra, la superficie se ha convertido en un páramo inhabitable y lleno de polvo, lo que obliga a los restos de la humanidad a refugiarse bajo tierra. Algunos humanos son Espers, dotados con la capacidad de controlar el polvo, lo que les permite sobrevivir en la superficie durante períodos limitados. Todos los humanos carecen de gran parte de sus recuerdos, y sin registros de cómo la Tierra se ha vuelto así, los Espers son enviados a la superficie para encontrar artefactos del pasado y buscar las legendarias Ruinas, la única memoria compartida que todos los humanos tienen.
Un día, un equipo de Espers del principal complejo subterráneo humano encuentra un par de cápsulas en una de las estructuras en ruinas, que contienen a dos hombres: el protagonista del jugador y un hombre llamado Edgar. Ambos carecen de recuerdos como el resto de los humanos y tienen poderes similares a los de los Esper. Edgar usa un medallón con una foto de una mujer joven, su única conexión con su pasado. Los dos acuerdan ayudar a explorar la superficie. Durante una misión, el protagonista y Edgar se encuentran con Freia, una Esper independiente. Edgar se da cuenta de que ella es la mujer de la foto del medallón y, sintiendo una fuerte conexión con ella, se va con ella. La próxima vez que el protagonista se encuentra con Edgar, Edgar afirma que el protagonista lo había traicionado en algún momento del pasado y lucha contra él.
Más tarde, el protagonista se encuentra solo con Freia y, después de la batalla, recupera una caja de recuerdos que ha almacenado un conjunto de recuerdos que se han perdido. En este caso, la caja muestra que Edgar era un astronauta de una época anterior a la desolación de la Tierra. Voló demasiado cerca del horizonte de sucesos de un agujero negro, y aunque el viaje fue de solo tres días para él, descubrió que habían pasado 10,000 años en la Tierra debido a la dilatación del tiempo gravitacional, la humanidad se había autodestruido hace mucho tiempo, dejando el planeta vacío lleno de polvo. Edgar descubrió que podía controlar el polvo hasta un punto en el que podía crear construcciones humanas conscientes de sí mismas, incluida Freia, su novia antes de dejar la Tierra, y el protagonista, su mejor amigo.
Al ver este recuerdo, muchos de los personajes humanos, al darse cuenta de que son solo construcciones, son incapaces de mantenerse unidos y se desintegran; la caja de recuerdos estaba destinada a ser ocultada a ellos para evitar que esta autoconciencia sucediera. Un segundo recuerdo revela que Edgar se volvió pesimista después de crear las ilusiones de la humanidad; envió una gran ola de energía que borró la mayoría de los recuerdos de esas ilusiones mientras inculcaba el recuerdo de las Ruinas, un sitio donde él y Freia se vieron por última vez antes de partir al espacio. Freia luego proporciona otra caja de recuerdos que muestra que Freia había tratado de detener a Edgar antes de que pudiera liberar esta ola, y el protagonista vino a ayudar. Él y Edgar entraron en una gran batalla que los dejó a ambos en coma, por lo que Freia los colocó en las cápsulas para protegerlos.
Freia, que le ha proporcionado esta última caja de recuerdos, cree que Edgar ya no le sirve de nada y su construcción se desintegra. Edgar, furioso, se enfrenta al protagonista, pero al final pierde. En la pelea, el protagonista se entera de que Edgar es un constructo hecho de polvo; el cuerpo del verdadero Edgar sucumbió al polvo diez años después de regresar a la Tierra, pero antes de morir, había creado un clon de polvo de sí mismo para seguir recreando a la humanidad a partir del polvo. El clon tenía el defecto de tener modales demasiado pesimistas y, en lugar de reconstruir la Tierra, buscó destruirla. Cuando el clon de polvo de Edgar se entera de esto, también se desintegra, dejando al protagonista como el único personaje restante.
El protagonista, ahora consciente de los objetivos de Edgar y tras enterrar los restos óseos del verdadero Edgar, comienza a reconstruir la Tierra tal y como quería el Edgar original. La toma final del juego muestra al protagonista caminando por el desierto, dejando un rastro de huellas en la arena que de repente se desvanecen.

## Desarrollo y lanzamiento
En 2004, Microsoft no había tenido mucho éxito con la consola Xbox en Japón en comparación con los mercados norteamericano y europeo. Para intentar satisfacer a estos públicos, Microsoft desarrolló juegos diseñados para el público japonés con el potencial de llevarlos a los mercados occidentales si tenían éxito.
Mientras se iniciaba el desarrollo inicial, Microsoft Game Studios Japan vio una demostración del desarrollo inicial de Gears of War, donde Yukio Futatsugi notó el uso del mapeo normal y decidió usarlo dentro de Phantom Dust.
Phantom Dust fue revelado junto con Blinx 2 en junio de 2004 en eventos de prensa japoneses. El director principal Yukio Futatsugi y su equipo desarrollaron una versión en inglés simultáneamente con la versión japonesa, y la localización en inglés se incluyó en el lanzamiento japonés.
Originalmente se había planeado un lanzamiento en Estados Unidos hasta agosto de 2004, cuando Microsoft anunció la cancelación de la versión estadounidense, pero dejó abierta la posibilidad de ventas en ese país si la demanda occidental era lo suficientemente alta. En diciembre de 2004, Majesco y Microsoft firmaron un acuerdo para traer "Phantom Dust" a América del Norte.
En junio de 2013, Futatsugi expresó interés en hacer una secuela de "Phantom Dust", posiblemente utilizando Kickstarter para obtener financiación.

### Reinicio de Xbox One
Si bien el lanzamiento original de Phantom Dust no fue un gran éxito comercial, Microsoft aún valoraba la propiedad, defendida por el vicepresidente de Microsoft Studios Phil Spencer. Spencer había elogiado a Phantom Dust y sintió que la mecánica de la versión original de Xbox estaba "adelantada a su tiempo" y podría lanzarse mejor en sistemas de juego más modernos. En una entrevista de noviembre de 2013 sobre la consola Xbox One recién lanzada, Spencer declaró que las discusiones para un posible reinicio de Phantom Dust para la nueva consola estaban en curso.
A principios de 2014, Microsoft había estado evaluando sus antiguas propiedades de software y determinando cuáles podrían llevarse a la nueva consola de forma económica. Darkside Game Studios, un pequeño estudio que había colaborado en varios títulos importantes, incluido el entonces reciente "Sunset Overdrive", pero que ahora buscaba desarrollar un título por su cuenta, inició conversaciones con Microsoft sobre la posibilidad de asumir la dirección de uno de estos títulos, que incluían "Phantom Dust", "Perfect Dark" y "Battletoads". Darkside había estado interesado en "Battletoads", pero le dijeron que no era una opción, así que en su lugar comenzaron a hablar sobre traer un reinicio de "Phantom Dust" a la nueva consola.
Las dos compañías acordaron en el segundo trimestre de 2014 un presupuesto de 5 millones de dólares para crear una versión multijugador exclusiva de "Phantom Dust" que encajara bien en la creciente comunidad de eSports, trabajando bajo el nombre clave "Babel" y apuntando a un lanzamiento en agosto de 2015. Poco después de comenzar el desarrollo, Microsoft le pidió a Darkside que incluyera una campaña para un jugador junto con el elemento multijugador, pero no le concedió fondos ni tiempo adicionales. Darkside, que no quería perder su oportunidad con este título, decidió comenzar la creación en una sección vertical de una campaña para un jugador para ayudar a convencer a Microsoft de que proporcionara fondos y tiempo adicionales. Darkside optó por un estilo artístico que equilibraba el realismo frente al enfoque caricaturesco, describiéndolo en algún punto intermedio entre Prince of Persia y Infamous Second Son de 2008.
Microsoft anunció formalmente este título durante la Electronic Entertainment Expo 2014. Según los antiguos empleados de Darkside, este anuncio fue una sorpresa para ellos y ninguna de las imágenes pre-renderizadas mostradas fue obra de Darkside. Además, los desarrolladores tenían acuerdos de confidencialidad y no podían afirmar que estaban trabajando en el título, ni su nombre estaba asociado con el anuncio. Darkside tomó esto como una señal de preocupación de Microsoft de que no podrían cumplir. También temían que el arte renderizado, muy diferente de lo que habían propuesto, crearía ciertas expectativas en las mentes de los jugadores, y tuvieron que trabajar para adaptarse para cumplir con esas nuevas expectativas. Durante los siguientes meses, Microsoft continuaría agregando más solicitudes para el juego y ayudando con el título móvil vinculado planeado, según los empleados de Darkside, pero siguieron comprometidos con el proyecto, y en algún momento trasladaron a los cincuenta de su personal al juego. Surgieron más dificultades cuando, a fines de 2014, una persona clave en Microsoft que estaba comprometida con "Phantom Dust" dejó la compañía y nunca fue reemplazada, lo que provocó un apoyo vacilante por parte de Microsoft.
En enero de 2015, Darkside había completado la porción vertical prometida del juego y, según Darkside, la respuesta de Microsoft parecía muy positiva, elogiando al estudio. Con problemas de financiación y calendario inminentes, los ejecutivos de Darkside volaron para reunirse con Microsoft a mediados de febrero de 2015 para pedir más dinero para hacer el juego que Microsoft estaba pidiendo, pero Microsoft se negó. Microsoft se puso en contacto con Darkside el 17 de febrero de 2015 para cancelar formalmente el proyecto y, debido a que habían puesto todos sus esfuerzos en el juego, el estudio se vio obligado a despedir a todos sus empleados y cerrar. Se estimó que aproximadamente $ 2 millones del presupuesto de $5 millones ya se habían gastado en este punto. Microsoft anunció públicamente que había terminado su relación de trabajo con el estudio, aunque todavía tenían la intención de producir el título.
En junio de 2015, Microsoft declaró que desde la eliminación de Darkside, el proyecto quedó en suspenso hasta que pudieran encontrar un estudio con el que trabajar para desarrollar el título, pero siguen comprometidos con la producción de un nuevo juego. Spencer admitió que probablemente anunciaron el juego demasiado pronto en 2014, pero confía en que lanzarán otro juego "Phantom Dust" con la participación de Yukio Futatsugi, el creador del juego, una vez que decidan cuál es el mejor estudio para desarrollar el título.

### Relanzamiento de Xbox One
Microsoft anunció sus planes de relanzar Phantom Dust en emulación para la Xbox One durante su conferencia de prensa en la Electronic Entertainment Expo 2016. El relanzamiento, desarrollado por Code Mystics, utilizará los gráficos originales y otros recursos actualizados para una mejor resolución y mejorará la compatibilidad con Xbox Live. El juego también se ejecutará en Windows 10 como parte del programa Xbox Play Anywhere. Se esperaba que esta versión se lanzara en 2017. En una entrevista con Polygon después del anuncio, Spencer dijo que se había enterado de este remake solo tres semanas antes, ya que el esfuerzo para crearlo fue liderado por Shannon Loftis, la directora de publicaciones de Microsoft Studios. Según Spencer, Loftis pudo usar fondos internos para apoyar su desarrollo, manteniéndolo en secreto fuera de Microsoft Studios, y luego le reveló el tráiler a Spencer antes de la Expo, señalando que el juego estaba casi terminado en ese momento.
Adam Isgreen, director creativo de Microsoft Studios, dijo que los detalles sobre el relanzamiento de Phantom Dust habían sido escasos ya que en el momento de su anuncio, todavía no tenían claro cuánto podían mejorar el juego, complicado por el hecho de que no tenían el código fuente final completo de Japón, lo que les obligó a realizar ingeniería inversa y piratear los binarios del juego original para asegurarse de qué pasos podían tomar. El relanzamiento admitiría una resolución de 1080p en Xbox One y resoluciones de 4K en Windows, funcionando a 30 fps en ambas versiones. Pudieron reelaborar todos los conjuntos de arsenal para que se puedan actualizar y reequilibrar a través de parches, y el lanzamiento incluirá contenido descargable gratuito y de pago para expandir el título. El estudio también reelaboró la misión de la historia para un jugador para introducir la construcción del arsenal como una característica central del juego mucho antes en comparación con el lanzamiento original, y proporcionará medios para que los jugadores se salten misiones si resultan difíciles sin perder recompensas.
Spencer declaró en enero de 2017 que el objetivo era lanzar el juego antes de la Electronic Entertainment Expo en junio de 2017, aunque Loftis tomaría la decisión final sobre el momento. El juego se lanzó el 16 de mayo de 2017, como Microsoft había confirmado un día antes. Microsoft lo lanzó como un título gratuito para usuarios de Xbox One y Windows 10 con compatibilidad con Xbox Play Anywhere.

## Recepción
Phantom Dust ha recibido críticas "generalmente favorables", según el agregador de reseñas Metacritic, con una puntuación total de 81 para la versión de Xbox. La versión de Xbox recibió un 8.5 sobre 10 de IGN, que lo elogió por sus gráficos "espectaculares" y su jugabilidad "increíblemente profunda". 1UP, que le otorgó al juego un 85 sobre 100, dijo que "obtiene muchos puntos por ofrecer la experiencia Xbox Live más estratégica disponible". Muchos críticos, incluido GameSpot, han señalado el bajo precio de compra del juego de $20 como una ventaja, especialmente en relación con su alto contenido de juego.
El juego original tuvo muy pocas ventas; en Japón, sus ventas del primer mes fueron de solo unas 6,000 unidades, y en América del Norte, solo se vendieron unas 50,000 unidades. La versión remasterizada había visto más de 1 millón de jugadores después del primer mes de su lanzamiento.